# ناحیه سرگودها
ناحیه سرگودها (به انگلیسی: Sargodha District) یکی از ناحیه‌های پاکستان در پاکستان است که در پنجاب واقع شده‌است. ناحیه سرگودها ۵٬۸۵۴ کیلومتر مربع مساحت و ۳٬۷۰۳٬۵۸۸ نفر جمعیت دارد.